# Il grande mare che avremmo traversato
Il grande mare che avremmo traversato è il primo album discografico di Ivano Fossati, pubblicato nel 1973.

## Descrizione
L'album segna l'esordio come solista di Ivano Fossati (anche se, in realtà, c'è già stata qualche mese prima l'incisione della canzone Beati i ricchi, inserita nella colonna sonora del film omonimo). Dopo aver lasciato i Delirium, Fossati continua le sue sperimentazioni tra musica di ispirazione brasiliana ed elementi jazzistici. Il disco ha una struttura unitaria, come era tipico per gli album di quell'epoca, sia musicalmente che riguardo ai testi che esprimono un certo pessimismo istintivo.
Tra i musicisti presenti compare anche il contrabbassista jazz Marco Ratti; l'unico brano non composto interamente da Fossati è La realtà e il resto, la cui musica è opera del chitarrista dei Gens, Mauro Culotta.

## Tracce
Testi e musiche di Ivano Fossati tranne dove diversamente indicato.
1. Il grande mare che avremmo traversato (parte prima) – 1:32
2. Jangada – 5:05
3. All'ultimo amico – 4:35
4. Canto nuovo – 2:17
5. Il pozzo e il pendolo – 2:48
6. Vento caldo – 4:38
7. Da Recife a Fortaleza – 3:52
8. La realtà e il resto – 4:15 (testo: Ivano Fossati – musica: Mauro Culotta)
9. Riflessioni in un giorno di luce nera – 3:20
10. Il grande mare che avremmo traversato (parte seconda e finale) – 3:20

## Formazione
- Ivano Fossati: voce, flauto traverso, ottavino, chitarra acustica, armonica
- Mauro Culotta: chitarra acustica, chitarra a 12 corde, chitarra elettrica
- Beppe Moraschi: pianoforte
- Gigi Cappellotto: basso
- Claudio Farinatti: batteria
- Andrea Sacchi: chitarra acustica
- Romano Farinatti: pianoforte
- Amleto Zonca: vibrafono, marimba
- Giorgio Azzolini: contrabbasso
- Marco Ratti: contrabbasso
- Pino Colucci: violino
- Paola Orlandi, Wanda Radicchi: cori